# 阿爾馬鎮區 (內布拉斯加州哈倫縣)
阿爾馬鎮區（英語：Alma Township）是位於美國內布拉斯加州哈倫縣的一個行政鎮區。

## 地方資料
阿爾馬鎮區的面積為92.29平方千米，皆為陸地。根據2020年美國人口普查的數據，當地共有人口213人，而人口密度為每平方千米2.31人。